# Nikolaj Nikolow (Leichtathlet)
Nikolaj Nikolow (bulgarisch Николай Николов, engl. Transkription Nikolay Nikolov; * 15. Oktober 1964 in Beloslaw) ist ein ehemaliger bulgarischer Leichtathlet, der sich auf den Stabhochsprung spezialisiert hat. Seinen größten sportlichen Erfolg feierte er mit dem Gewinn der Silbermedaille bei den Halleneuropameisterschaften 1988 in Budapest.

## Sportliche Laufbahn
Erste internationale Erfahrungen sammelte Nikolaj Nikolow vermutlich im Jahr 1983, als er bei den Junioreneuropameisterschaften in Schwechat mit übersprungenen 5,20 m den fünften Platz belegte. 1986 belegte er bei den Europameisterschaften in Stuttgart mit 5,35 m den neunten Platz und anschließend siegte er mit neuem Spielerekord von 5,60 m bei den Balkanspielen in Ljubljana. Im Jahr darauf belegte er bei den Halleneuropameisterschaften in Liévin mit 5,60 m den sechsten Platz und wurde bei den erstmals ausgetragenen Hallenweltmeisterschaften in Indianapolis mit 5,60 m Siebter. Im Juli belegte er bei der Sommer-Universiade in Zagreb mit 5,60 m den vierten Platz und daraufhin gelangte er bei den Weltmeisterschaften in Rom mit 5,70 m im Finale auf den fünften Platz. 1988 gewann er bei den Halleneuropameisterschaften in Budapest mit einer Höhe von 5,70 m die Silbermedaille hinter Rodion Gataullin aus der Sowjetunion. 1989 siegte er bei den Balkanspielen in Serres mit 5,50 m und im Jahr darauf belegte er bei den Halleneuropameisterschaften in Glasgow mit 5,60 m den sechsten Platz. Im Sommer brachte er bei den Freiluft-Europameisterschaften in Split in der Qualifikationsrunde keinen gültigen Versuch zustande und blieb somit ohne Höhe. 1991 verpasste er bei den Weltmeisterschaften in Tokio mit 5,30 m den Finaleinzug und im Jahr darauf wurde er bei den Halleneuropameisterschaften in Genua mit 5,60 m Achter. Daraufhin trat er nicht mehr international in Erscheinung.
In den Jahren 1987 und 1991 wurde Nikolow bulgarischer Meister im Stabhochsprung. 